# Карлос Мендьєта
Карлос Мендьєта-і-Монтефур (ісп. Carlos Mendieta y Montefur; 4 листопада 1873 — 27 вересня 1960) — кубинський політик, тимчасовий президент Куби у 1934—1935 роках. За освітою лікар, полковник Збройних сил Куби. Перебував в опозиції до режиму Херардо Мачадо. Засновник «Партії національної єдності» (1934). За його президентства жінки отримали право голосу, було скасовано так звану поправку Платта й укладено нову кубинсько-американську угоду (1934).

## Життєпис
Брав активну участь у боротьбі проти іспанського колоніального панування під час війни за незалежність Куби 1895—1898 років. Дослужився до звання полковника. Після війни разом з Хосе Мігелем Гомесом заснував «Федеральну Республіканську партію», від якої був обраний депутатом до лав кубинського парламенту (1901—1923).
1904 року разом з тим же Хосе Мігелем Гомесом заснував «Консервативну партію». Потім політичні шляхи Мендьєти та Гомеса розійшлися. Мендьєта 1908 року на президентських виборах підтримував Альфредо Саяса, а не Хосе Мігеля Гомеса.
1913 року Карлос Мендьєта знову підтримував Альфредо Саяса на президентських виборах, але перемогу виборов Маріо Гарсія Менокаль. 1916 року Альфредо Саяс був кандидатом на посаду президента, Мендьєта ж балотувався на посаду віцепрезидента. 1917 року підтримав спробу заколоту Саяса проти Маріо Гарсії Менокаля. Після невдалого заколоту Мендьєта перебував у вигнанні. 1918 року повернувся на Кубу та знову був обраний депутатом від «Ліберальної партії».
Після завершення депутатських повноважень переїхав до Камагуея та відкрив лікарську практику.
1931 року Мендьєту заарештували, а потім депортували за його політичну діяльність проти диктатури Херардо Мачадо. 1933 року, коли Гавану охопив загальний страйк, молоді офіцери «Військового союзу Колумбії» (за назвою військового містечка в Гавані) організували військовий переворот з метою запобігання збройному втручанню США. В результаті військового перевороту Херардо Мачадо був змушений залишити країну. Після повалення останнього 1933 року Карлос Мендьєта повернувся на Кубу.
Вже 4 вересня 1933 року група офіцерів під керівництвом Фульхенсіо Батисти та за підтримки студентства здійснила ще один переворот. Вони усунули від командування старших офіцерів та повалили президента Сеспедеса. Його місце зайняв Рамон Грау Сан-Мартін, пізніше — засновник «Кубинської революційної партії» (так званих «автентиків»), відомий доктор та професор університету.
США не визнали уряд доктора Грау, Батиста домігся його відставки у січні 1934 року, розуміючи, що цукрові ринки США, яких гостро потребувала Куба, залишаться недоступними, доки кубинський уряд не буде визнано.
1934 Мендьєта заснував «Партію національної єдності» й у січні того ж року його обрали на посаду тимчасового президента Куби. Він обійняв ту посаду на час до виборів. Нового президента одразу ж визнав офіційний Вашингтон, а у травні 1934 року США скасували поправку Платта. Таким чином, Куба здобула цілковиту політичну незалежність, хоч американці зберегли свою військово-морську базу в Гуантанамо.
Карлос Мендьєта повернув приватним компаніям контроль над електричними та цукровими підприємствами. Навесні 1934 року він запровадив воєнний стан, заборонивши опозиційні профспілки. У березні 1935 року жорстоко придушив спроби організації загального страйку з революційними вимогами.
11 грудня 1935 року Карлос Мендьєта поступився президентськими повноваженнями Хосе Агріпіно Барнету.
Помер 27 вересня 1960 року в Гавані.

## Особисте життя
Був одружений з Кармелою Ледон (? — 20 липня 1942), від того шлюбу народилась дочка Кармен Мендьєта-Ледон.